# Maciej Gładysz (kierowca wyścigowy)
Maciej Gładysz (ur. 28 kwietnia 2008 w Tarnowie) – polski kierowca wyścigowy, startujący w holenderskim zespole MP Motorsport. W 2025 roku w ramach przygotowań do głównej części sezonu, w lutym i marcu Maciej wziął udział w składających się z trzech rund zawodach Spanish Winter Championship, organizowanych dla zespołów Eurocup-3. 16-latek zakończył rywalizację sięgając po tytuł mistrzowski, stając na podium w pięciu z ośmiu wyścigów i wygrywając dwa z nich. W 2024 mistrz debiutantów F4 w Formula Winter Series (FWS), II vice mistrz w klasyfikacji generalnej FWS. W sezonie 2024 zdobył tytuł II vice mistrza w międzynarodowych hiszpańskich mistrzostwach Formuły 4. W sezonie 2025 będzie startował w serii Eurocup 3. Trzykrotny kartingowy mistrz Polski, zdobył również m.in. tytuł mistrza FIA Karting Academy Trophy w 2021, oraz został czwartym kierowcą w Kartingowych Mistrzostw Świata w 2022 roku. Syn kierowcy wyścigowego Adama Gładysza i wnuk kierowcy rajdowego Janusza Gładysza.

## Życiorys
Maciej Gładysz pochodzi z rodziny o bogatych tradycjach rajdowych i wyścigowych. W wieku czterech lat po raz pierwszy miał styczność z gokartem, którym trenował oraz brał udział w wyścigach pokazowych przygotowujących do uzyskania licencji kartingowej, którą otrzymał w 2015 roku. Jego dziadek Janusz rywalizował na odcinkach specjalnych w latach 70., a ojciec Adam jest wielokrotnym wyścigowym mistrzem Polski, który również startował m.in. w VW Scirocco R-Cup oraz cyklu Porsche GT3 Cup.

### 2017
Gładysz wygrał pięć z siedmiu rund Mistrzostw Polski, dzięki czemu sięgnął po tytuł już w drugim roku swoich startów. Ponadto w sezonie 2017 wygrał również Rotax Max Challenge Poland w kategorii Micro Max i Mistrzostwa Polski Młodzików. Zaliczył również występ w finale Rotax Grand Finals na torze Portimão w Portugalii. W 2017 roku został nominowany do Akademii ORLEN Team.

### 2018
W sezonie 2018 Gładysz startował w zespole Parolin Poland by WTR w Polsce oraz w międzynarodowych zawodach we Włoszech. W zawodach World Series Karting (WSK) Polak kwalifikował się do wyścigów finałowych ze 100% skutecznością. W najliczniej obsadzonej klasie Mini ROK sięgnął po tytuł wicemistrza Polski oraz II wicemistrza ROK Cup Poland. Z powodzeniem wystartował również we włoskim Pucharze Jesieni Trofeo D’Autunno oraz finale ROK Cup International Final we włoskim Lonato. Na sezon 2018 został powołany do Kadry Narodowej przez Polski Związek Motorowy.

### 2019
W 2019 roku Gładysz kontynuował starty w klasie Mini ROK i zdobył tytuł mistrza ROK Cup Poland oraz triumfował w mistrzostwach Polski młodzików. W tym samym sezonie Gładysz ponownie uczestniczył w licznych zawodach kartingowych we Włoszech, uzyskując tytuł wicemistrza ROK Cup Italia, finiszował także na 2. miejscu w WSK Super Master Series w Neapolu oraz zdobył wygrał rundę ROK Cup Italy Nord Region w Adrii. W gromadzącym najszybszych zawodników z całego sezonu ROK Cup Superfinal we włoskim Lonato zajął 6. miejsce. W grudniu 2019 Gładysz został zaproszony do współpracy z fabrycznym, włoskim zespołem Parolin Racing, z którym podpisał kontrakt na starty w 2020 roku.

### 2020
W 2020 roku jeździł głównie w klasie 60 Mini. Zajął czwarte miejsce w 25. edycji South Garda Winter Cup we Włoszech, a następnie zdobył tytuł drugiego wicemistrza WSK Super Master Series. W październiku wystartował w ROK Cup Superfinal, gdzie wśród 84. zawodników zajął w finale trzecie miejsce.
W tym samym roku uczestniczył w 31. edycji Trofeo Andrea Margutti. W finale zajął trzecie miejsce, będąc drugim Polakiem w historii tych zawodów po Robercie Kubicy (1998), który stanął na podium. Wygrał również serię WSK Open Cup, triumfując w pierwszej rundzie, a w drugiej finiszując w czołowej piątce.
Po zakończeniu sezonu, pod koniec listopada, wziął udział w testach zorganizowanych przez Sauber Motorsport, efektem czego było podpisanie kontraktu z Sauber Karting Team na sezon 2021.

### 2021
W 2021 roku Gładysz zadebiutował w kategorii OK Junior, jeżdżąc w zespole Sauber Karting Team. Najważniejszym osiągnięciem sezonu było zwycięstwo w FIA Karting Academy Trophy. Maciej został pierwszym Polakiem w historii, który wygrał te zawody. Startował również w Mistrzostwach Świata i Europy oraz najważniejszych zawodach w Europie i we Włoszech.

### 2022
Na sezon 2022 Gładysz podpisał kontrakt z zespołem Ricky Flynn Motorsport i kontynuował starty w klasie OKJ. W trzecim wyścigu sezonu odniósł zwycięstwo w Winter Series. Wygrał również drugą rundę WSK Euro Series. W finale Mistrzostw Świata na włoskim torze Sarno zajął 4. miejsce. Stanął również na podium podczas jednej z rund WSK Super Master Series we włoskim Lonato oraz wywalczył czwarte miejsce na zakończeniu sezonu w WSK Open Cup.

### 2023
W 2023 roku Gładysz przeszedł do seniorskiej kategorii OK. W trzeciej rundzie Mistrzostw Europy zdobył pole position oraz wygrał dwa wyścigi kwalifikacyjne, ostatecznie kończąc mistrzostwa na 20. miejscu. Wystartował w trzech cyklach kartingowych, równolegle testując samochody Formuły 4. W sierpniu został zaproszony przez Akademię Kierowców Ferrari na czterodniowy obóz ACI-FDA Scouting Camp, podczas którego testował samochód Formuły 4 zespołu Prema Racing na torze Fiorano.

### 2024
W roku 2024 Maciej Gładysz awansował do wyścigów Formuły 4, rozpoczynając sezon od sięgnięcia po trzecie miejsce w klasyfikacji generalnej cyklu Formula Winter Series, w którym wywalczył także mistrzostwo w klasyfikacji debiutantów. 
Następnie do siódmej i ostatniej rundy walczył o tytuł mistrzowski w międzynarodowych mistrzostwach Hiszpanii Formuły 4, które zakończył jako drugi wicemistrz, wygrywając trzy wyścigi, osiem razy stając na podium i trzy razy na pole position. 
Wywalczył także wicemistrzostwo wśród debiutantów. W obu seriach wystartowało blisko 40 młodych zawodników i zawodniczek z całego świata.
Tarnowianin reprezentował barwy holenderskiej ekipy MP Motorsport, jednej z najbardziej doświadczonych i utytułowanych w stawce. Jej kierowcy zakończyli sezon 2024 na trzech pierwszych miejscach w klasyfikacji generalnej mistrzostw Hiszpanii Formuły 4. 

### 2025
Dzięki świetnemu debiutowi, Maciej Gładysz otrzymał propozycję awansu do serii Eurocup-3, w której w sezonie 2025 wystartuje nadal reprezentując barwy MP Motorsport oraz został członkiem Akademia Motorsportu ORLEN
Dla młodego Polaka oznacza to przesiadkę z ważącego 570 kg bolidu F4, napędzanego silnikiem 1.4 Abartha o mocy 184 KM, do auta w specyfikacji F3, Tatuusa F3 318, napędzanego silnikiem Alfa Romeo o mocy 270 KM. 
To bolid bazujący na takim nadwoziu, co auta serii FRECA, jednak posiadający bardziej zaawansowany pakiet aerodynamiczny, lżejszy o 25 kg oraz wykorzystujący opony Hankook. 
Zmagania rozpoczną się w maju na austriackim Red Bull Ringu, a zakończą w listopadzie w Barcelonie. W międzyczasie kierowcy ścigać się będą także na torach Portimao, Paul Ricard, Monza, Assen, Spa-Francorchamps i Jerez. Podczas każdej rundy obędą się dwa wyścigi.
W ramach przygotowań do głównej części sezonu, w lutym i marcu Maciej wziął udział w składających się z trzech rund zawodach Spanish Winter Championship, organizowanych dla zespołów Eurocup-3.
16-latek zakończył rywalizację sięgając po tytuł mistrzowski, stając na podium w pięciu z ośmiu wyścigów i wygrywając dwa z nich..

## Wyniki
| Sezon | Seria                         | Zespół                 | Kategoria | Pozycja |
| ----- | ----------------------------- | ---------------------- | --------- | ------- |
| 2025  | Spanish Winter Championship   | MP Motorsport          | Eurocup 3 | P1      |
| 2024  | F4 Spanish Championship       | MP Motorsport          | F4        | P3      |
| 2024  | Formula Winter Series         | MP Motorsport          | F4        | P3      |
| 2024  | Formula Winter Series         | MP Motorsport          | F4 Rookie | P1      |
| 2022  | FIA World Championship        | Ricky Flynn Motorsport | OKJ       | P4      |
| 2022  | WSK Euro Series               | Ricky Flynn Motorsport | OKJ       | P2      |
| 2022  | Champions of the Future WS    | Ricky Flynn Motorsport | OKJ       | P1      |
| 2021  | FIA Karting Academy Trophy    | OTK                    | OKJ       | P1      |
| 2020  | WSK Open Cup                  | Parolin Motorsport     | Mini 60   | P1      |
| 2020  | Trofeo Andrea Margutti        | Parolin Motorsport     | Mini 60   | P3      |
| 2020  | Rok Superfinal                | Parolin Poland         | Mini Rok  | P3      |
| 2020  | WSK Super Master Series       | Parolin Motorsport     | Mini 60   | P3      |
| 2019  | Rok Cup Poland                | Parolin Poland         | Mini Rok  | P1      |
| 2019  | Kartingowe Mistrzostwa Polski | Parolin Poland         | Mini Rok  | P1      |
| 2019  | Rok CUP ITALIA                | Parolin Poland         | Mini Rok  | P2      |
| 2019  | Rok Superfinal                | Parolin Poland         | Mini Rok  | P6      |
| 2018  | Rok Cup Poland                | Parolin Poland         | Mini Rok  | P3      |
| 2018  | Kartingowe Mistrzostwa Polski | Parolin Poland         | Mini Rok  | P2      |
| 2018  | 28' Trofeo Autunno            | Parolin Poland         | Mini Rok  | P10     |
| 2017  | Rotax Max Challenge Poland    | Gładysz Karting Team   | Micro Max | P1      |
| 2017  | Kartingowe Mistrzostwa Polski | Gładysz Karting Team   | Micro Max | P1      |
| 2017  | Mistrzostwa Polski Młodzików  | Gładysz Karting Team   | Micro Max | P1      |